# الغابة (المدينة المنورة)
الغابة هي موقع في شمال غربي المدينة المنورة، سميت بالغابة لانتشار أشجار الأثل (الطرفاء) في أرضها. ارتبط هذا الموقع بسيرة النبي محمد ﷺ إذ أخذت من طرفاء الغابة الأعواد التي صنع منها منبر الرسول محمد ﷺ كما اشتهرت بالغزوة التي وقعت فيها وعرفت بغزوة الغابة أو غزوة ذي قرد.

## التسمية
سميت الغابة لانتشار أشجار الأثل في أرضها وأصبحت فيما بعد جزءا من المدينة المنورة حيث غطى البنيان جزءا كبيرا منها.

## الأهمية
جاء في ذكرها للواقدي: «الغابة بريد من المدينة على طريق الشام، وصنع منبر رسول الله صلى الله عليه وسلم من طرفاء الغابة أو الأثل، أتى بها النجار، وسهل بن سعد من منطقة الغابة القريبة من المدينة المنورة»
وروى البخاري بسنده عن أبي حازم بن دينار: «أن رجالًا أتوا سهل بن سعد الساعدي، وقد أمتروا في المنبر ممَّ عُودُهُ؟ فسألوه عن ذلك؟ فقال: واللهِ إني لأعرف مما هو، ولقد رأيته أول يوم وضع، وأول جلس عليه رسول الله صلى الله عليه وسلم، أرسل رسول الله صلى الله عليه وسلم إلى فلانة امرأة من الأنصار، وقد سمّاها سهْلٌ – مرِي غلامَكِ النّجارَ أن يعمل لي أعوادًا أجلسْ عليهنَّ إذا كلمتُ الناس، فأمرته فعملها من طرفاء الغابة...» الحديث. وكانت في الغابة أرض للزبير بن العوام.
وروى محمد بن الضحاك عن أبيه قال: «كان العباس بن عبد المطلب يقف على سلع فينادي غلمانه وهم بالغابة فيسمعهم وذاك من آخر الليل»، وبين سلع والغابة ثمانية أميال، وقد اشتهرت الغابة بالغزوة حيث نسبت إليها فسميت غزوة الغابة، وتسمى أيضًا غزوة ذي قرد، لأن الماء الذي نزل به رسول الله صلى الله عليه وسلم يقال له ذو قرد، كما جاء ذكر الغابة في مسار الطريق النبوي إلى خيبر.